# Petar Pećanac

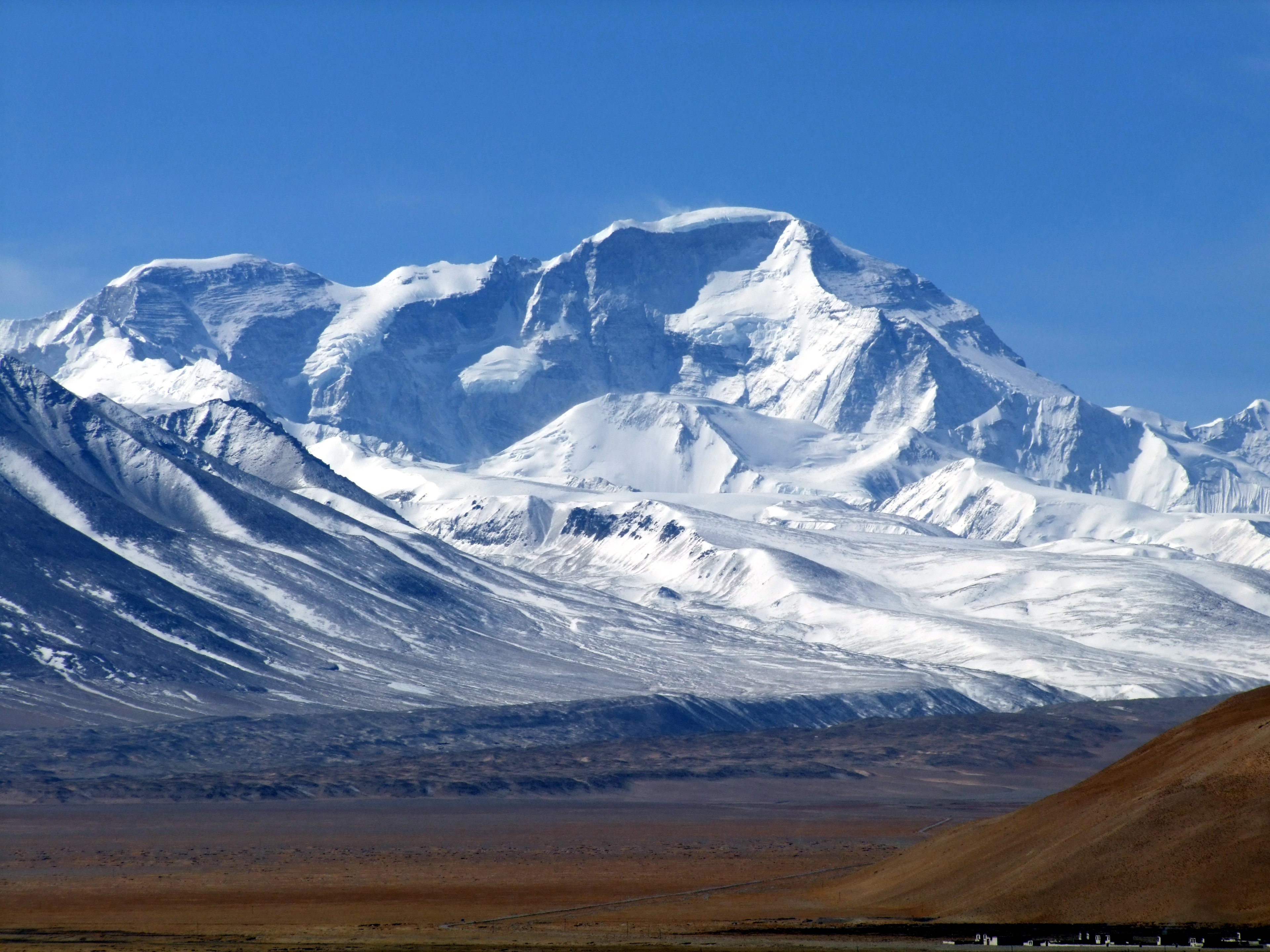
Cho Oyu este primul vârf de peste 8.000 de metri cucerit de un alpinist din Bosnia și Herțegovina

Petar Pećanac (n. 29 ianuarie 1978, Drvar, Iugoslavia) este primul alpinist bosniac care a urcat (în 2007) pe muntele Everest (8.848 de metri înălțime, cel mai înalt vârf de pe planetă). Cu un an mai devreme, a fost primul bosniac care a cucerit un vârf de peste 8.000 de metri (Cho Oyu, 8.201 metri înălțime.)

## Biografie
S-a născut la Drvar la 29 ianuarie 1978. În anul următor, părinții săi s-au mutat la Novi Sad, unde a terminat școala primară și gimnazială. A găsit un loc de muncă în Banja Luka, ca fotograf. Apoi a lucrat ca fotograf pe nave mari de turism și a folosit banii câștigați pentru călătorii și alpinism. După numeroase excursii de alpinism, el locuiește împreună cu soția sa de origine braziliano- portugheză într-o moșie de familie într-un sat lângă Drvar. El consideră că viața la țară este calea corectă de a te bucura de natură și de familie.

## Alpinism
Și-a început cariera ca alpinist în Banja Luka la Clubul de Alpinism Sportiv „Xtreme” și a făcut ascensiuni alpine importante cu Clubul de Orientare și Alpinism din Banja Luka. Pećanac a urcat pe mai mulți munți din Bosnia și Herțegovina, din Serbia și din lume:
- Musala, cel mai înalt vârf din Balcani,
- Grossglockner, cel mai înalt vârf din Austria,
- Grand Paradiso, cel mai înalt vârf din Italia,
- Mont Blanc, cel mai înalt vârf din Franța și Alpi,
- Aconcagua (6.692), cel mai înalt vârf din America de Sud, ca membru al unei expediții internaționale de 16 membri, organizată de „Extreme Summit Team”.[5]
- Denali (6.193), cel mai înalt vârf din America de Nord, unul dintre cei mai reci munți din lume, a urcat la sfârșitul lunii mai 2008 cu mult efort, deoarece furtuna de zăpadă a fost extrem de puternică. A fost însoțit de membrii Asociației de Alpinism Novi Pazar „Sandzak” Basar Carovac și Mirsad Jandric.[6]
- Elbrus, cel mai înalt vârf din Europa, liderul expediției Petar Pećanac și asistentul său Radomir Mikić au dus 17 alpiniști din regiune în vârf.[7]
- Kilimanjaro, cel mai înalt vârf din Africa
- Mauna Kea, cel mai înalt vârf din Hawaii, 4.207 m
- Cho Oyu, al șaselea cel mai înalt vârf din lume,
- Muntele Everest, cel mai înalt vârf din Asia și din lume.[8]

## Urcarea pe Cho Oyu
În perioada 26 august - 10 octombrie 2006, Petar Pećanac a participat la expediția din Himalaya, pe Cho Oyu, cu o înălțime de 8201 metri, al șaselea cel mai înalt vârf de pe Pământ. Vârful Cho Oyu este plat, de mărimea unui teren de fotbal. Ascensiunea către vârf, din cei 8 membri ai expediției, a fost realizată de șapte alpiniști, printre care și Petar Pećanac. Astfel a devenit primul alpinist din Bosnia și Herțegovina care a urcat pe vârful de peste 8000 m.
Acest vârf a fost o pregătire pentru urcarea pe Everest din anul următor.
Boris Kovačević a deținut recordul anterior de înălțime al alpiniștilor bosniaci, cu 7.743 m. Pentru acest succes, alpiniștii bosniaci au așteptat din 1979, când limita de 7.000 de metri, pe vârful Korzhenevskaya (7105 m) din Pamir, a fost depășita de Mujo Mulaosmanović și Branimir Maltarić.

## Urcarea pe Muntele Everest
Petar Pećanac a urcat pe Muntele Everest ca participant la o expediție internațională de zece membri organizată de Echipa Extreme Summit⁠(d) din Belgrad. Expediția a fost formată din: Basar Čarovac, Dragan Petrić, Ilija Andrejić, Petar Pećanac, Miloš Ivačković, Gligor Delev (din Macedonia de Nord), Simo Dragićević, Marko Nikolić și Dragana Rajblović⁠(d) - prima femeie din Serbia (și Balcani) care a urcat pe «Acoperișul lumii». În Nepal, s-au alăturat șerpașilor Nima, Lakhpa și Sonama.
Expediția a început cu un zbor către capitala Nepalului - Kathmandu pe 31 martie și a fost condusă de Dragan Jacimovic. Drumul către Muntele Everest a fost marcat și de o tragedie. În timp ce se aflau la 3.700 m a avut loc un cutremur puternic, cu un număr mare de victime. Printre aceștia au fost câțiva pe care i-a întâlnit în perioada petrecută anterior în Himalaya.
Urcarea s-a făcut pe latura de nord-est și urcarea finală a durat patru zile. De la ultima tabără, care a fost așezată la o altitudine de 8.300 de metri, s-au îndreptat spre vârf la ora 23.00. Șapte alpiniști au ajuns în vârf, în jurul orei 8.45 dimineața. Au stat o oră și jumătate, cu toate că, din cauza furtunii de după-amiază, se recomandă o ședere maximă de până la 15 minute. Ei au așteptat un alt grup de alpiniști. Pećanac a filmat și a fotografiat, de asemenea, peisaje frumoase din Himalaya cu o cameră. Ascensiunea a avut loc la 20 mai 2007.
Partenera sa de alpinism, Dragana Rajblović⁠(d), a scris o carte denumită Everestul meu - vis și realitate (Moj Everest – san i java). Fotografiile din carte au fost realizate de Pećanac. Spre deosebire de ceilalți membri ai expediției, el a avut un dispozitiv de înaltă calitate, în timp ce celelalte dispozitive digitale ale expediției au eșuat din cauza frigului, deoarece bateriile s-au descărcat rapid din cauza temperaturilor extreme.
În acel moment, urcarea i-a costat aproximativ 23.000 de dolari americani, iar permisul de urcare pe Everest a costat șapte mii de dolari americani. În zece ani costurile de urcare au devenit mult mai mari. Urcarea pe Muntele Everest a devenit o afacere și o reclamă comercială și a ajuns la extreme. Pecanac a declarat:
Dar nu este vorba doar de bani - pentru mine a fost un vis, iar visul nu are preț.